# Anthony Raymond Bell

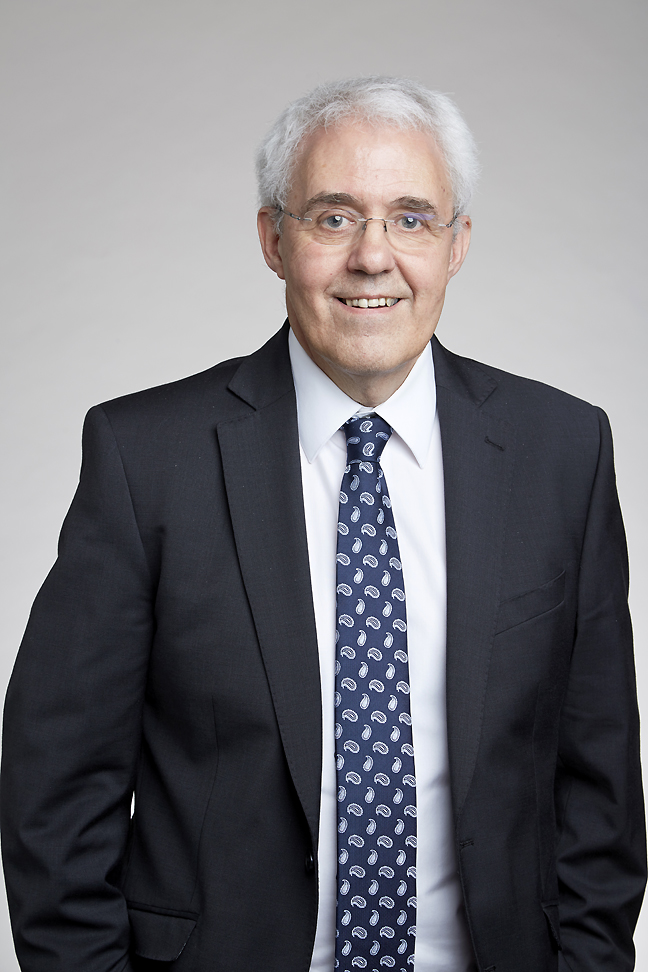
Tony Bell

Anthony Raymond „Tony“ Bell (geb. 9. Juni 1952) ist ein britischer Astro- und Plasmaphysiker. Er ist ein Professor an der Universität Oxford.

## Leben
Bell wurde 1977 an der Universität Cambridge in Radioastronomie promoviert (Thema: Young supernova remnants). Danach arbeitete er als Physiker bei GEC-Marconi unter anderem an Signalverarbeitung für Radar und Laser-Plasma-Wechselwirkung. 1985 wurde er Lecturer am Imperial College London und 2007 wurde er Professor an der Universität Oxford (Clarendon Laboratory) und ist außerdem an der Central Laser Facility des Rutherford Appleton Laboratory.  Er ist Fellow am Somerville College.

## Werk
Er hatte eine führende Rolle in der Entwicklung des Standardmodells über den Ursprung kosmischer Strahlung und Beschleunigungsmechanismen kosmischer Strahlung durch Stoßwellen (englisch diffusive shock acceleration) über magnetische Spiegel-Effekte. Außerdem zeigte er 2004 wie dabei Magnetfelder verstärkt werden können, was für die Erklärung ultrahochenergetischer kosmischer Strahlung herangezogen wurde.
Von ihm stammen bedeutende Beiträge zur Theorie des Elektronentransports in laserinduzierten Plasmen wie bei der Trägheitsfusion. Er initiierte die nicht-lokale Theorie des Elektronentransports bei Laser-Plasma-Wechselwirkung und zeigte wie selbstinduzierte Magnetfelder Elektronenstrahlen hoher Energie in den Fusionsbrennstoff fokussieren können. Mit John G. Kirk zeigte er die Möglichkeit der Elektron-Positron-Paarerzeugung in intensiven Laser-Plasma-Wechselwirkungen, also quantenelektrodynamische Effekte.

## Auszeichnungen und Mitgliedschaften
2014 erhielt er die Fred Hoyle Medal and Prize, 2016 die Eddington Medal der Royal Astronomical Society und 2018 den Hannes-Alfvén-Preis. 2017 wurde er Fellow der Royal Society. 2024 wurde er mit der Rumford-Medaille der Royal Society ausgezeichnet.